# Milan Pásek
Milan Pásek (29. května 1920 Brno – 27. prosince 1990 Brno) byl český režisér, herec, divadelní ředitel a vysokoškolský pedagog.

## Život a studium
Pocházel z rodiny divadelních ochotníků, byl nejstarším ze tří bratrů. Studoval na strážnickém gymnáziu, po náhlé smrti otce se rodina přestěhovala do Brna. Později zahájil studium práv, po uzavření vysokých škol Němci pokračoval ve studiu na brněnské konzervatoři (absolutorium 1943). K jeho profesorům zde patřili např. Rudolf Walter a Zdenka Gräfová. Jako student účinkoval na školní scéně „Nový domov“ na Falkensteinerově ulici a statoval v zemské činohře Na Veveří. Zde poznal práci režisérů a herců Aleše Podhorského, Jana Škody, Josefa Skřivana, Jarmily Kurandové, Vlasty Fabianové, Karla Högera a dalších.

## Divadlo
Šlo o významnou osobnost českého divadla, neboť spoluzakládal Svobodné divadlo (1945) spolu s Rudolfem Walterem a Jiřím Krohou. Toto divadlo se stalo druhou profesionální scénou v Brně a bylo pokračovatelem poloprofesionálního divadelního podniku Komorní hry Radosti ze života, který zahájil činnost dne 25. února 1942 z popudu R. Waltera, který byl vedoucím dramatického oddělení Státní konzervatoře hudby v Brně. Walter tak reagoval na uzavření Zemského divadla 11. listopadu 1941.
S Walterem působil rovněž v letech 1942–1944 v Beskydském divadle v Hranicích. V roce 1945 Pásek přijal nabídku E. F. Buriana, tehdejšího ředitele Národního divadla v Brně, opustil místo ředitele ve Svobodném divadle a v letech 1945 až 1953 byl uměleckým šéfem, režisérem a příležitostným hercem činohry brněnského Zemského/Státního divadla. V roce 1954 nastoupil v divadle v Novém Jičíně.
Později působil v Divadle Vítězného února v Hradci Králové (ředitel a režisér 1954–1967) a v letech 1967 až 1989 se vrátil do brněnského Divadla bratří Mrštíků na pozici jeho ředitele a režiséra.
Pedagogicky činný byl v oborech herectví a režie na konzervatoři i na JAMU.
Působil jako tzv. experimentující režisér, hledal nové postupy a výrazové prostředky, včetně netradičního řešení divadelního prostoru (hlediště i jeviště).
Jaromír Pásek (1924–1987), bratr Milana Páska, byl též spojený s divadlem. Působil jako herec a inspicient ve Státním divadle Brno.[zdroj?]

## Divadelní režie, výběr
- 1942 Frank Wedekind: Procitnutí jara, Komorní hry Radosti ze života (Nový domov, Brno)[13]
- 1945 Vítězslav Nezval: Manon Lescaut, Svobodné divadlo (zahájení činnosti divadla)[14]
- 1946 D. C. Faltis: Piráti, Zemské divadlo Brno
- 1946 William Shakespeare: Zkrocení zlé ženy, Zemské divadlo Brno
- 1946 Vilém Blodek: V studni (opera), Zemské divadlo Brno
- 1947 A. N. Arbuzov: Daleká cesta, Zemské divadlo Brno
- 1948 Molière: Šibalství Scapinova, Státní divadlo v Brně
- 1948 Lillian Hellmanová: Lištičky, Státní divadlo v Brně
- 1949 W. A. Mozart: Figarova svatba, Divadlo na Veveří
- 1950 bratři Mrštíkové: Maryša, Státní divadlo v Brně
- 1954 Viktor Dyk: Krysař, Divadlo Nový Jičín
- 1955 F. Schiller: Carlos, Divadlo Hradec Králové
- 1955 William Shakespeare: Timon Athénský, Divadlo Hradec Králové
- 1963 Josef Topol: Konec masopustu, Divadlo Hradec Králové
- 1968 Frank Wedekind: Procitnutí jara, Státní divadlo v Brně
- 1973 D. D. Šostakovič: Nos (opera), Státní divadlo v Brně
- 1978 R. K. Ščedrin: Mrtvé duše (opera), Státní divadlo v Brně